# Misse Murr
Misse Murr (Katie the Kitten) är en bok från 1949 av Kathryn och Byron Jackson. Den illustrerades av Alice och Martin Provensen. En nyutgåva från 1982 illustrerades av Leslie Morrill.
Boken översattes till svenska av Gösta Knutsson och kom ut 1950 och i en andra upplaga 1955. Misse Murr var första boken från FIB:s gyllene bok. FiB står för Folket i bild. 
Originalberättelsen, Katie the Kitten, handlar om en katthona, medan den svenska översättningen handlar om en hane.

## Kållor
- Misse Murr i Libris